# Huey Newton
Huey Percy Newton (Monroe, Luisiana; 17 de febrero de 1942 - Oakland, California; 22 de agosto de 1989) fue un político y revolucionario estadounidense, cofundador y líder inspirador de los Panteras Negras. En 1989 le mataron a tiros en Oakland, California.
Newton nació en Monroe, Luisiana, siendo el más joven de los siete hijos que tuvieron Armelia Johnson y Walter Newton, aparcero y predicador bautista. En 1945, la familia se estableció en Oakland, California. Cuando era adolescente, fue arrestado varias veces por delitos menores, como posesión de armas, vandalismo y pequeños robos.
Mientras estudiaba en el Merritt College de Oakland, Newton se involucró en política,  uniéndose a la Asociación AfroAmericana y se convirtió en un destacado miembro de la fraternidad Phi Beta Sigma, capítulo Tau Beta. También comenzó a formarse ideológicamente, leyendo obras de Karl Marx, Vladimir Lenin, Patrice Lumumba, Frantz Fanon, Malcolm X, Mao Zedong, Che Guevara, Fidel Castro y Kwame Nkrumah. Fue durante este período en el Merritt College cuando Newton y Bobby Seale organizaron el Partido Pantera Negra para la Autodefensa en octubre de 1966.
El Partido Pantera Negra era una organización afroestadounidense de izquierda que se presentó ante la población de color como un movimiento para combatir la discriminación de los negros y que legitimaba la violencia y la "autodefensa armada". Su conocimiento del Código Penal de California les permitió desarrollar las teorías de la autodefensa, incentivando a que los miembros de la comunidad negra se armasen y formasen patrullas, de acuerdo con sus derechos legales, para combatir la brutalidad y las agresiones de la policía. Se cree que parte de esta doctrina tenía como trasfondo la idea de preparar a la población para una futura revolución maoísta. El partido logró impacto y renombre nacional e internacional a través de su profunda implicación en el movimiento del Poder Negro y en la política de las décadas de 1960 y 1970. Newton y los Panteras también iniciaron una serie de programas sociales en Oakland, incluyendo la fundación de la Oakland Community School, que proporcionó educación de alto nivel a 150 niños de los barrios urbanos pobres. Otros programas de los Panteras incluían el Free Breakfast for Children Program (Programa de desayuno gratuito para niños) y otros que ofrecían bailes para adolescentes y entrenamiento en artes marciales. De acuerdo con el Superintendente del condado de Oakland, John George: "Huey podría tomar una pandilla de tipos y darles una conciencia social".  Newton fue acusado más tarde de malversar 600.000 dólares de los fondos estatales asignados a la Oakland Community School, pero los cargos se redujeron solo al cobro indebido de un cheque de U$S 15.000 para uso personal, y Newton fue condenado a seis meses de cárcel y 18 meses de libertad condicional.
Uno de los programas más influyentes y ampliamente conocidos de las Panteras fue la organización de las mencionadas patrullas de ciudadanos armados para evaluar el comportamiento de los agentes de policía y evitar la brutalidad policial. Esto provocó inevitables roces con la policía de Oakland y el 28 de octubre 1967, en un confuso episodio, el oficial de dicha fuerza John Frey resultó muerto, mientras que su compañero Herbert Heanes quedó gravemente herido, lo mismo que Huey Newton. Este fue procesado por la muerte de Frey y condenado en septiembre de 1968. En mayo de 1970, la Corte de Apelaciones de California anuló la condena y ordenó un nuevo juicio. Después de dos nuevas anulaciones de juicios posteriores, la Corte Suprema de California archivó el caso.
En esta época de Newton, escribió varias colecciones de ensayos, poemas y canciones, algunos de ellos publicados por el Partido de las Panteras Negras. Además, los años en que estuvo en la cárcel coincidieron con algunos de los mayores hostigamientos del FBI contra las Panteras Negras, especialmente a través de la infiltración y el fomento de las insidias internas que llevaron a Huey P. Newton y Bobby Seale a desconfiar uno del otro.
En agosto de 1974, Newton fue nuevamente arrestado, acusado ahora de asesinar a Kathleen Smith, una prostituta de 17 años de edad, siendo luego liberado por falta de pruebas. Newton también fue acusado de agredir a su sastre, Preston Callins. Tras pagar una fianza y salir en libertad, fue nuevamente detenido por el asesinato de Smith, pero fue capaz de pagar una fianza de U$S 80,000 y puesto en libertad una vez más. Posteriormente, Newton huyó a Cuba junto con su novia Gwen Fountaine para evitar ser procesado por los anteriores cargos, viviendo allí hasta 1977. Durante este tiempo va a engrosar la lista de los fugitivos más buscados por el FBI. Elaine Brown asumió como presidente del Partido de las Panteras Negras en su ausencia. Newton regresó a los Estados Unidos en 1977 para ser juzgado por el asesinato de Smith y el asalto a Callins, alegando que el clima social ahora había cambiado y que existía la oportunidad de tener un juicio justo por unas acusaciones que, según él, habían estado influidas por implicaciones políticas.
Durante el juicio por agresión a Preston Callins, este cambió su testimonio varias veces y, finalmente, le dijo al jurado que no sabía quién lo había atacado. Newton fue absuelto del asalto en septiembre de 1978, pero declarado culpable de dos cargos de posesión de arma de fuego.
Después de quedar dos juicios y dos jurados en un punto muerto, la fiscalía decidió no volver a acusar a Newton por el asesinato de Smith.
En 1985 es acusado de malversación de fondos públicos en relación con los programas sociales de las Panteras Negras. Es condenado en 1989, en medio de rumores de que utilizó el dinero para mantener su propia adicción al alcohol y las drogas. En ese momento, la organización ya vivía una época de total decadencia.
El 22 de agosto de 1989, Huey P. Newton murió tras ser tiroteado por Tyrone Robinson, un traficante de drogas de Oakland. Robinson fue condenado por el asesinato, en agosto de 1991, a 32 años de prisión. Los medios de comunicación plantearon la hipótesis de que Newton podría estar involucrado en el tráfico de drogas, y que esto estaba en el fondo de su asesinato.
Se convirtió en un icono de la cultura negra estadounidense y de los raperos más combativos, como Tupac Shakur y Dead Prez, que compusieron en su honor varias canciones y ven su muerte como el resultado de una conspiración por las autoridades en contra de su activismo, el músico George Clinton posó en una foto en un sillón similar al de Newton, para el álbum de Funkadelic; "Uncle Jam Wants You".